# Клірингова діяльність
Клірингова діяльність — діяльність з визначення зобов'язань, що підлягають виконанню за правочинами щодо цінних паперів та інших фінансових інструментів, підготовка документів (інформації) для проведення розрахунків, а також створення системи гарантій з виконання зобов'язань за правочинами щодо цінних паперів та інших фінансових інструментів.
Особами, які провадять клірингову діяльність, є клірингові установи та Розрахунковий центр з обслуговування договорів на фінансових ринках. Центральний депозитарій цінних паперів та Національний банк України можуть провадити клірингову діяльність з урахуванням вимог, встановлених законодавством.

## Провадження клірингової діяльності
Центральний депозитарій цінних паперів, клірингова установа або Розрахунковий центр з обслуговування договорів на фінансових ринках провадять клірингову діяльність на підставі ліцензії, що видається Національною комісією з цінних паперів та фондового ринку, в установленому нею порядку та можуть здійснювати окремі види банківських послуг на підставі ліцензії Національного банку України.
Керівник та працівники особи, що здійснює кліринг, які безпосередньо залучені до клірингової діяльності, повинні мати кваліфікацію фахівця з клірингової діяльності.
Кваліфікація фахівця з клірингової діяльності підтверджується сертифікатом установленого зразка, який видається Національною комісією з цінних паперів та фондового ринку в установленому нею порядку.
Особа, що здійснює кліринг, зобов’язана здійснювати клірингову діяльність на умовах гарантованої конфіденційності інформації щодо зареєстрованих осіб, вчинених ними або на їх користь правочинів, належних їм цінних паперів та інших фінансових інструментів і коштів, інформація щодо яких надходить до особи, що здійснює кліринг, для провадження клірингової діяльності.
Для провадження клірингової діяльності клірингова установа, Центральний депозитарій цінних паперів або Розрахунковий центр з обслуговування договорів на фінансових ринках зобов'язані зареєструвати в Національній комісії з цінних паперів та фондового ринку в порядку та строки, встановлені нею, такі внутрішні документи:
1. правила клірингу, погоджені Національним банком України;
2. документ, що визначає порядок організації та здійснення внутрішнього аудиту (контролю);
3. документ, що визначає систему управління ризиками та гарантій із зазначенням видів ризиків, методики їх розрахунку, заходи зниження ризиків, порядок та умови їх застосування.[1]

Поєднання клірингової діяльності, яка є виключним видом професійної діяльності на ринку цінних паперів, можливе у встановленому законом випадку за умови провадження таких видів діяльності окремими структурними підрозділами.
Втручання державних органів або їх посадових осіб у виконання функцій та здійснення повноважень клірингових установ та Розрахункового центру з обслуговування договорів на фінансових ринках забороняється, крім визначених законом випадках.

## Див.також
- Кліринг
- Фондовий ринок
- Національна комісія з цінних паперів та фондового ринку
- Цінні папери
- Фондова біржа
- Біржові торги